# Piotr Kajetan Matczuk
Piotr Kajetan Matczuk (ur. 4 lutego 1988 w Lublinie) – polski pianista, aranżer, autor piosenek, lider zespołu „Piramidy”. Członek ZAiKS oraz SAWP.

## Życiorys
Absolwent I Liceum Ogólnokształcącego oraz Studium Muzycznego Elżbiety Lickiewicz w Ełku. Ukończył polonistykę na Uniwersytecie Gdańskim. W 2012 rozpoczął doktorat w Instytucie Literatury Polskiej na Uniwersytecie Warszawskim, jednak po pięciu latach przerwał studia.
Współpracował z Polskim Radiem Gdańsk, w latach 2009–2011 współprowadził audycje turystyczne. Współorganizator Festiwalu Piosenki Poetyckiej im. Jacka Kaczmarskiego „Nadzieja” w Kołobrzegu. Dyrektor Międzynarodowego Festiwalu Piosenki „Szlakiem Bardów” w Warszawie. Właściciel agencji artystycznej.

## Kariera muzyczna
Oficjalny patronat nad jego twórczością objął Program 2 Telewizji Polskiej. Występował w programach TVP1 i TVP2 TVP, oraz w TVP Polonia, a także w telewizjach niemieckich, amerykańskich i rosyjskich. Współpracował z Mirosławem Czyżykiewiczem, który gościnnie zaśpiewał na jego płycie.
Koncerty za granicą, m.in. w USA: m.in. w Los Angeles, San Diego, Orange County, El Cajon, w Meksyku, w Europie: w Hadze w Holandii, w Vianden w Luksemburgu, w Berlinie (m.in. w Ernst Reuter Saal – Rainickendorf, w Columbiahalle, UfaFabrik ufaFabrik – Tempelhof, w Filmbuhne am Steinplatz w Kolonii, w Monachium, Frankfurcie, w Stałym Przedstawicielstwie RP przy NZ w Genewie, czy w Brugg w Szwajcarii), na Litwie: w Wilnie, Solecznikach, oraz w Moskwie w sali koncertowej im. Piotra Czajkowskiego na zaproszenie Olgi Arcimowicz Okudżawy. Wystąpił w bazie wojskowej Sojuszniczego Dowództwa Sił Połączonych NATO – Allied Joint Force Command Headquaters w Brunssum w Holandii dla polskiej kadry dowodzącej misją w Afganistanie.
Wspólnie z aktorami teatrów warszawskich: Stanisławem Górką, Wojciechem Wysockim oraz Wojciechem Machnickim grał w przedsięwzięciach reżyserowanych przez Jacka Pechmana. Kierownik muzyczny, kompozytor i pianista w spektaklu Krzysztofa Tyńca pt. „Dopokąd” w Teatrze Ateneum w Warszawie.
Współautor płyty i cyklu koncertów „Nasz Wysocki” (cd MTJ 2013) z piosenkami rosyjskiego aktora Władimira Wysockiego oraz „Krótkiej płyty o Okudżawie” (cd MTJ 2017) z piosenkami gruzińskiego pieśniarza Bułata Okudżawy. Oprócz tego pianista sesyjny, autor muzyki do bajek i producent audiobooków.
Propagator poezji Adama Mickiewicza, autor i producent dwóch koncertów opartych na twórczości polskich romantyków: „Rozmowa z piramidami” oraz „Mickiewicz Unplugged”.

## Osiągnięcia
Za pracę artystyczną został wyróżniony przez Prezydenta i Radę Miasta Ełk – statuetką Biała Lilia 2009, oraz przez Burmistrza i Radę Miasta Kościerzyna – statuetką Angelus 2010 – za osiągnięcia artystyczne i pracę z młodzieżą. Zdobywca Grand Prix, nagrody publiczności, nagrody specjalnej Ministra Kultury i Dziedzictwa Narodowego oraz nagrody Marszałka Senatu na Festiwalu im. Jacka Kaczmarskiego w Kołobrzegu. Laureat Nagrody Polonii Niemieckiej w Monachium.

## Pozostałe informacje
Pojawił się na ekranie filmu Andrzeja Wajdy Wałęsa – Człowiek z nadziei jako jeden ze stoczniowców.

## Dyskografia
| Płyty autorskie                                                         | Data wydania | Wydawca                   |
| Stare spróchniałe drzwi                                                 | 2006         | wydanie własne            |
| Mój chaosss                                                             | 2007         |                           |
| Retroświat na jutro                                                     | 19.05.2009   |                           |
| Rozmowa z piramidami                                                    | 09.11.2012   | MTJ                       |
| Nasz Wysocki                                                            | 24.06.2013   | MTJ                       |
| Rok wojny                                                               | 10.02.2016   | MTJ                       |
| Krótka płyta o Okudżawie                                                | 07.05.2017   | MTJ                       |
| Mickiewicz Unplugged                                                    | 08.09.2019   | RZP                       |
| Majster Bułat                                                           | 18.11.2019   | MTJ                       |
| Płyty sesyjne                                                           | Data wydania | Wydawca                   |
| Łukasz Majewski: Mężczyzna z zakolami                                   | 14.10.2013   | MTJ                       |
| Marian Opania: Fascynacje                                               | 04.10.2013   | MTJ                       |
| Krzysztof Tyniec: Dopokąd (PKM – kompozycje oraz kierownictwo muzyczne) | 23.03.2015   | MTJ                       |
| DVD                                                                     | Data wydania | Wydawca                   |
| * Bardowie epoki PRL-u – koncert w Teatrze Polskim                      | 08.01.2014   | Warszawski Festiwal Nauki |
| Składanki                                                               | Data wydania | Wydawca                   |
| Empik prezentuje DOBRE PIOSENKI: Bułat Okudżawa – zaśpiewany            | 15.06.2015   | MTJ                       |
| Empik prezentuje DOBRE PIOSENKI: Jaromir Nohavica – zaśpiewany          | 29.06.2015   | MTJ                       |
| Empik prezentuje DOBRE PIOSENKI: Cyprian Kamil Norwid – zaśpiewany      | 22.08.2016   | MTJ                       |
| Wolność na topie (dwupłytowy album)                                     | 03.07.2017   | MTJ                       |
| Audiobooki (kompozytor muzyki)                                          | Data wydania | Wydawca                   |
| Był sobie święty Krzysztof (czyta: Wojciech Wysocki)                    | 24.04.2017   | MTJ                       |
| Był sobie święty Jerzy (czyta: Wojciech Wysocki)                        | 24.04.2017   | MTJ                       |
| Był sobie święty Florian (czyta: Wojciech Wysocki)                      | 24.04.2017   | MTJ                       |
| Był sobie święty Franciszek (czyta: Wojciech Wysocki)                   | 24.04.2017   | MTJ                       |
| Był sobie święty Antoni (czyta: Wojciech Wysocki)                       | 24.04.2017   | MTJ                       |
| Bajka o świętym Andrzeju Apostole (czyta: Wojciech Wysocki)             | 15.05.2018   | RZP                       |
| Bajka o świętym Piotrze Apostole (czyta: Krzysztof Tyniec)              | 17.05.2019   | RZP                       |